# ZigZap
O Teletoon (estilizado como teleTOON + ; anteriormente Minimax e ZigZap ) é um canal de televisão polonês de propriedade e operado pelo Canal + através da ITI Neovision SA, disponível na plataforma NC + . O canal é direcionado a jovens na faixa etária de 10 a 16 anos, apresentando vários filmes de animação e séries de televisão. 

## História
Em 16 de outubro de 2004, o canal foi renomeado para ZigZap e alterado.
Em 1 de outubro de 2011, quando todos os canais do Canal + na Polônia foram relançados com o sufixo +, o ZigZap foi renomeado para Teletoon +, assumindo o nome do canal de nome semelhante na França . O Télétoon francês era operado anteriormente pelo Grupo TPS até 2007, quando o TPS foi incorporado ao Canal +, e recebeu o novo nome de Télétoon + no início de maio de 2011. 
Em 11 de novembro de 2011, o canal lançou um feed de transmissão simultânea de alta definição . 

## Programação

### Tarde da noite
De 1 de agosto de 1999 a 31 de agosto de 2001, a Minimax exibiu um bloco de programação noturno chamado Game One. Tomou o nome do canal de televisão francês com o mesmo nome que o Canal + operava até 2001.
Em 1 de setembro de 2001, o canal lançou um novo bloco de programação chamado Hyper, que apresentava os programas sobre videogame, e mostrava séries animadas do Japão . Ele foi transferido para a era do ZigZap até 11 de novembro de 2011, quando foi renomeado para Hyper + .  O bloqueio terminou em 1 de julho de 2014. 
O Teletoon + ainda transmite programas de videogame no horário noturno, mas nenhuma marca específica é praticada em tais programas. 

### De outros
De 2000 a 2004, a Minimax teve dois blocos de programação. MiniKaruzela estreou em 24 de dezembro de 2000  e MaxiStrefa estreou em janeiro de 2002. O MiniKaruzela foi destinado a crianças em idade pré-escolar e em idade escolar, enquanto o MaxiStrefa foi destinado a espectadores mais velhos com mais de 12 anos de idade. Após o lançamento do MiniMini (agora conhecido como MiniMini + desde 2011) em 20 de dezembro de 2003, o MiniKaruzela terminou em 10 de abril de 2004.  Todos os programas do bloco foram movidos para esse canal. No entanto, o MaxiStrefa continuou no ar até 15 de outubro de 2004, quando o Minimax foi substituído pelo ZigZap. 